# Aktiebolaget Transito
Aktiebolaget Transito bildades i oktober 1915 av Axel Bildt för att under första världskriget kontrollera transito-trafiken över Skandinavien mellan å ena sidan Storbritannien, Frankrike, Italien och Amerika och å andra sidan Ryssland. Företaget upphörde 1923.
Sommaren 1915 fördes förhandlingar mellan de svenska och brittiska regeringarna om behovet av handelsutbyte under första världskriget, men i oktober samma år strandade de. Ententemakterna Storbritannien, Frankrike och Ryssland var mycket intresserade av att upprätthålla trafiken, särskilt mellan Ryssland och Storbritannien, över Skandinavien. Eftersom trafiken inte kunde fortgå okontrollerad som förut, anmodades Bildt av de brittiska och ryska ministrarna i Stockholm att göra ett förslag att på lämpligt sätt kontrollera och trygga denna trafik. Syftet var att garanti kunde lämnas för att varorna – trots att inga egentliga genomgångskonossement kunde upprättas – verkligen skulle gå igenom Skandinavien utan risk att bli kvar för svensk eller skandinavisk konsumtion eller, från ententesynpunkt än värre, komma fienden till godo.
Allt gods från ententemakterna till Ryssland och vice versa adresserades till de inblandade regeringarnas förtroendemän i de respektive länderna med åliggande att ej ställa transitogodset till köparens disposition, förrän det faktiskt kommit in i destinationslandet. Transito blev i Sverige svenskt ombud för samtliga dessa förtroendemän och organiserade inom Skandinavien en kedja av agenturer, genom vilka varorna hade att passera. Transito förde även fullständiga räkenskaper över alla transitolicenser, för vilka Sverige debiterade Ryssland och Storbritannien. Från 10 november 1915 till 10 november 1917, efter vilken tid trafiken på grund av de politiska förhållandena i Ryssland avbröts, transiterades under Transitos kontroll varor genom Sverige till ett värde av omkring 1 miljard kronor eller omkring 35 miljarder kronor justerat för 2018 års penningvärde.